# 千葉県立佐原病院
千葉県立佐原病院（ちばけんりつさわらびょういん）は、千葉県香取市にある県立の病院である。千葉県災害拠点病院。千葉県病院事業の設置等に関する条例第2条第2項に掲げる業務は「脳疾患その他の疾患に関する医療及び救急医療の提供」「医療技術者の研修その他医療の提供に必要な業務」である。

## 沿革
- 1955年（昭和30年）10月 千葉県病院局佐原病院開院
- 1974年（昭和49年）3月 本館完成
- 1993年（平成5年）4月 救急基幹センター指定
- 1996年（平成8年）4月 病院新館完成
  - 8月 災害拠点病院指定
- 2003年（平成15年）2月 女性専用外来を開設
  - 11月 臨床研修協力型病院指定

## 診療科

### 内科系診療科
- 総合内科
- 消化器内科
- 循環器内科
- 呼吸器内科
- 小児科
- 神経内科
- 婦人科

### 外科系診療科
- 外科
- 乳腺外科
- 整形外科
- 脳神経外科
- 泌尿器科
- 皮膚科
- 耳鼻咽喉科
- 眼科
- 歯科
- 麻酔科

## アクセス
- JR東日本成田線佐原駅下車、千葉交通・JRバス関東・市内循環バスで約10分、県立佐原病院下車。